# Shut Up and Drive
«Shut Up and Drive» —en español: «Cállate y conduce»— es una canción escrita por Carl Sturken y Evan Rogers de la cantante barbadense de R&B Rihanna del tercer álbum Good Girl Gone Bad. La pista contiene elementos de "Blue Monday" de New Order, que abarca un sonido perceptible orientadas al rock. Fue lanzada como el segundo sencillo del álbum en algunos mercados en 12 de junio de 2007. La canción alcanzó el puesto # 1 en las listas dance del Billboard. En 2012 formó parte de la banda sonora de la película Ralph, el Demoledor. También aparece como tema de apertura en la película Diva adolescente.

## Críticas
La canción recibió críticas mixtas de los críticos de música en su lanzamiento. Slant Magazine encontró que la canción no estuvo a la altura de su título campy, y The Village Voice lo describió como simultáneamente "goofy y sexualmente atrevidos". Allmusic, sin embargo, se refirió a ella como "una propuesta elegante, de próxima aparición sexual tan innegable y mecerse como Sugababes.
"Shut Up and Drive" ganó un premio en los People Choice Awards por "Most Popular R&B Songs".

## Rendimiento en listas
"Shut Up and Drive" debutó en el número ochenta y ocho en los EE. UU. Billboard Hot 100, y alcanzó un máximo del número quince, semanas más tarde en su defecto para que coincida con el éxito del anterior sencillo "Umbrella". También alcanzó el puesto número diez en los EE. UU. Billboard Pop 100. La canción se convirtió en el número uno séptimo en la lista Hot Dance Club Songs. En la actualidad tiene la carrera más larga del segundo número consecutivo Dance hits junto con más artistas establecidos Madonna y Janet Jackson. Hasta la fecha este sencillo ha vendido 1,26 millones descargas digitales y fue disco de platino en los EE. UU. certificado por la RIAA. 
Tuvo un éxito moderado en Europa, en particular en Suiza y Suecia, con un pico en el número catorce y el número treinta y uno, respectivamente. También fue un éxito en países como Finlandia, Grecia, Países Bajos e Irlanda, donde alcanzó su punto máximo en el top 5. En países como Bélgica y Noruega, la canción logró su nivel máximo en los 20 primeros de sus respectivas listas de sencillos. En el Reino Unido, "Shut Up and Drive" alcanzó el número cinco, convirtiéndose en el quinto top 10 de Rihanna. En suma, de acuerdo a la compañía The Official UK Charts Company, «Shup Up and Drive» ha vendido alrededor de 230 mil copias en el Reino Unido. "Shut Up and Drive" también alcanzó la lista de los diez primeros en Canadá llegando al número seis en el Canadian Hot 100. 

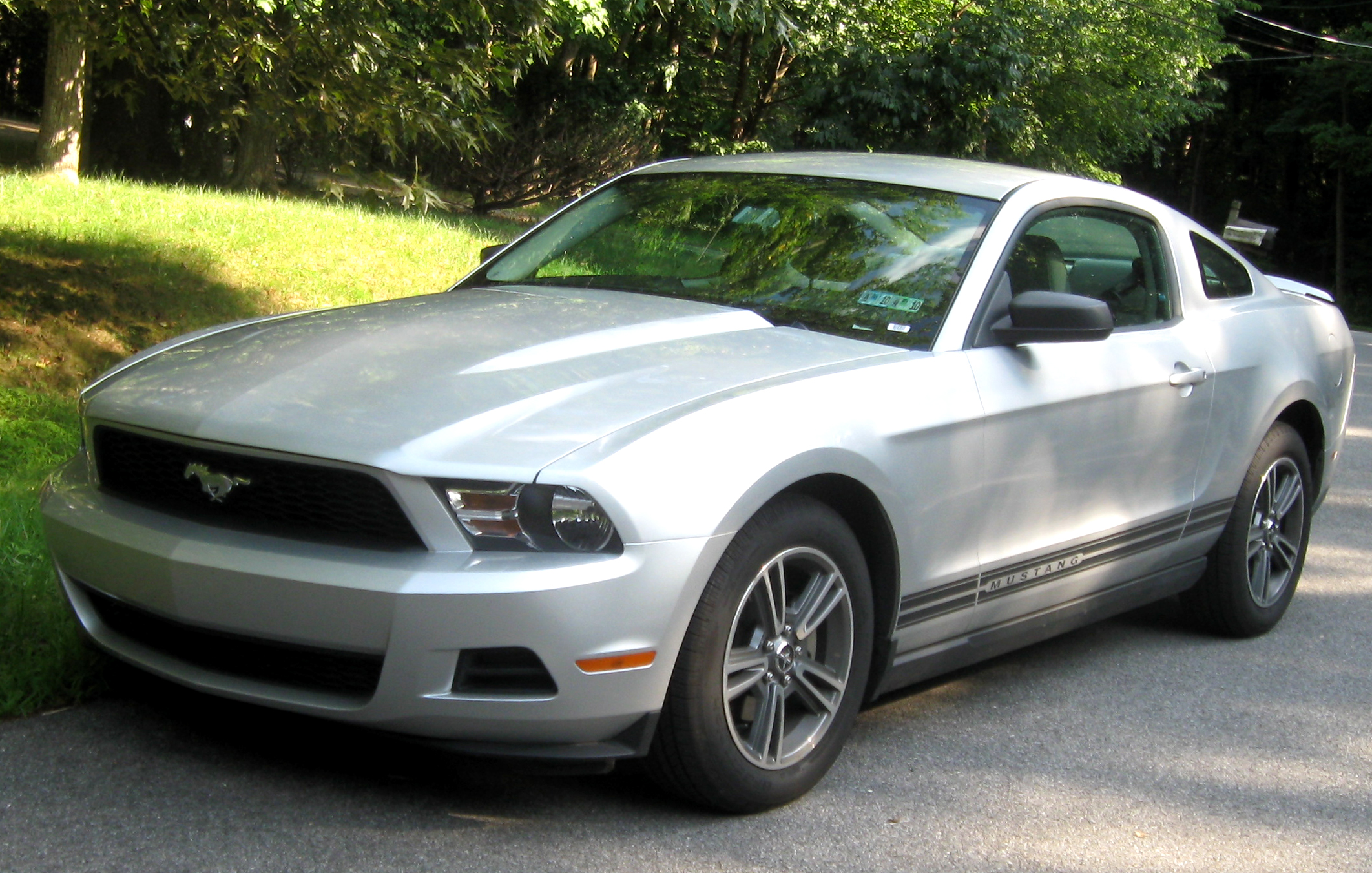
En el video de "Shut Up And Drive" aparecen carros como el Ford Mustang.

En Australia, "Shut Up and Drive" debutó y alcanzó el puesto número cuatro en la  Australian Singles Chart, convirtiéndose en segundo Top 5 del álbum, y fue certificado oro por la ARIA por ventas de más de 35.000 unidades. Shut Up and Drive vendió 2,0 millones de copias hasta la fecha. La canción estuvo 282 semanas en listas.

## Video
El video musical es dirigido por Anthony Mandler y coreografiado por Tina Landon. Comienza con Rihanna conduciendo un Ferrari F430 en un garaje. Otros vehículos aparecen en el vídeo incluyendo un Ford Mustang y extensamente modificada por Skoda Rapid.
El video fue filmado en un basurero improvisado en Praga, República Checa, de ahí la gran cantidad de chatarra de coches europeos en el set y la placa de matrícula checa en el Ferrari, se estrenó en Total Request Live de MTV el 4 de julio de 2007. El 9 de julio de 2007, debutó en la cuenta regresiva TRL en el número diez y alcanzó su valor máximo en el número cuatro a partir del 20 de agosto de 2007.
Algunas partes del video se intercalan con imágenes de la raza de NASCAR Nextel Cup para su uso en la cobertura de ESPN del 2007 Pennsylvania 500.

## Premios y nominaciones
| Año  | Ceremonia             | Premio                  | Resultado |
| ---- | --------------------- | ----------------------- | --------- |
| 2007 | Teen Choice Awards    | Choice Summer Song      | Ganador   |
| 2007 | People Choice Awards  | Favorite R&B Song       | Ganador   |
| 2008 | Barbados Music Awards | Best Female Music Video | Ganador   |

## Formatos
| EU Side A 1. «Shut Up and Drive» (Instrumental) - 3:32 2. «Shut Up and Drive» (Radio Edit) - 3:32 Side B 1. «Shut Up and Drive» (Wideboys Club Mix) - 6:36 EU 12" picture disc vinyl (174612, 0-06025-1746121-5) Side A 1. «Shut Up and Drive» (Wideboys Club Mix) - 6:36 Side B 1. «Shut Up and Drive» (Radio Edit) - 3:32 2. «Shut Up and Drive» (Instrumental) - 3:32 | EU CD single (602517461185) 1. «Shut Up and Drive» (Radio Edit) - 3:32 2. «Shut Up and Drive» (Wideboys Club Mix) - 6:36 EU enhanced Maxi-single (0602517467422) 1. «Shut Up and Drive» (Radio Edit) - 3:32 2. «Shut Up and Drive» (Wideboys Club Mix) - 6:36 3. «Shut Up and Drive» (Instrumental) - 3:32 4. «Shut Up and Drive» (Video) Otras versiones - «Shut Up and Drive» (Wideboys Radio Edit) - 3:39 |

## Listas y certificaciones
| Lista                             | Mejor Posición |
| --------------------------------- | -------------- |
| Australian Singles Chart          | 4              |
| Belgium Singles Chart             | 9              |
| Canadian Hot 100                  | 7              |
| Greek Singles Chart               | 5              |
| Dutch Top 40                      | 5              |
| French Singles Chart              | 33             |
| German Singles Chart              | 6              |
| Hungarian Singles Chart           | 10             |
| Irish Singles Chart               | 4              |
| Italian Singles Chart             | 6              |
| New Zealand Singles Chart         | 12             |
| Portugal Top 40                   | 11             |
| Swedish Singles Chart             | 31             |
| Swiss Singles Chart               | 14             |
| UK Singles Chart                  | 5              |
| US Billboard Hot 100              | 5              |
| US Billboard Hot Dance Club Songs | 1              |
| US Billboard Pop Songs            | 10             |
| US Billboard Digital Songs        | 9              |
| US Billboard Radio Songs          | 54             |
| US Billboard Adult Pop Songs      | 33             |
| Finnish Singles Chart             | 3              |
| Denmark Singles Chart             | 33             |
| Austrain Singles Chart            | 31             |
| Russian Singles Chart             | 58             |
| European Hot 100 Singles          | 16             |

| 2007                            |    |
| US Billboard Digital Songs      | 45 |
| US Billboard Hot Digital Tracks | 30 |
| Dutch Top 40                    | 55 |
| US Billboard Pop Songs          | 70 |
| US Billboard Pop Airplay        | 72 |
| European Hot 100 Singles        | 77 |
| Australian Singles Chart        | 44 |
| Australia Digital Songs         | 27 |
| UK Singles Chart                | 32 |
| Belgium Singles Chart           | 71 |
| German Singles Chart            | 67 |

| País           | Certificación | Ventas Certificadas | Ref.   |
| -------------- | ------------- | ------------------- | ------ |
| Australia      | 2× Platino    | 140 000             | [ 5 ]  |
| Brasil         | Platino       | 40 000              | [ 6 ]  |
| Dinamarca      | Oro           | 7500                | [ 8 ]  |
| Estados Unidos | 2× Platino    | 2 000 000           | [ 9 ]  |
| Reino Unido    | Plata         | 200 000             | [ 10 ] |

## Cronología
| Predecesor: "Do It Well" de Jennifer Lopez | U.S Hot Dance Club Songs - Sencillo N.º 1 8 de diciembre de 2010 | Sucesor: "Gimme More" de Britney Spears |